# العلاقات بين المكسيك والجمهورية العربية الصحراوية الديمقراطية
تشير العلاقات بين المكسيك والجمهورية الصحراوية إلى العلاقات الحالية والتاريخية بين المكسيك والجمهورية العربية الصحراوية الديمقراطية. اعترفت المكسيك بالجمهورية الصحراوية في 8 سبتمبر 1979.

## التاريخ

### تاريخ موجز للصحراء الغربية
كانت كل من المكسيك والصحراء الغربية جزءًا من الإمبراطورية الإسبانية. منذ عام 1884، طالبت إسبانيا بأرض الصحراء الغربية (المعروفة أيضًا باسم الصحراء الإسبانية) وأدارتها حتى عام 1975. في نوفمبر 1975، وافقت إسبانيا على تقسيم جزء من أراضيها إلى المغرب وموريتانيا بعد الاتفاق عليها في اتفاقيات مدريد. في نفس الشهر، نظم 350,000 مغربي و 20,000 جندي مغربي «المسيرة الخضراء» في الصحراء الإسبانية لإجبار إسبانيا على تسليم المنطقة المتنازع عليها. سرعان ما انسحبت إسبانيا من الإقليم. في فبراير 1976، أقيمت جبهة البوليساريو (حركة سياسية للشعب الصحراوي) وأعلنت حكومة في المنفى في الجزائر وأطلقت على بلادهم اسم «الجمهورية العربية الصحراوية الديمقراطية».

### علاقات دبلوماسية

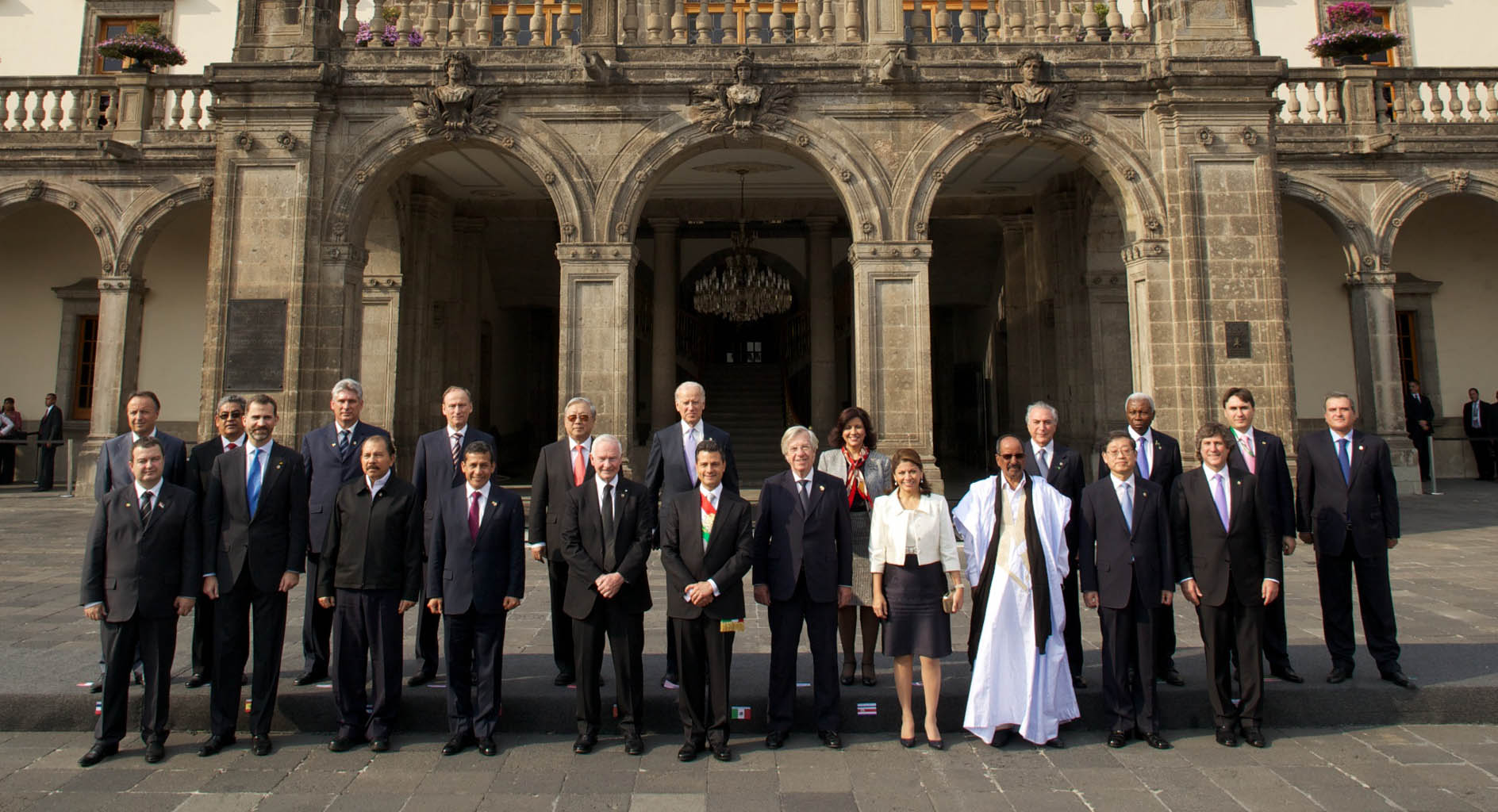
الرئيس محمد عبد العزيز يحضر حفل تنصيب الرئيس إنريكي بينيا نييتو؛ 2012.

في عام 1975، زار ممثلو الجمهورية الصحراوية المكسيك للحصول على دعم الاستقلال. في عام 1978، قام وزير الخارجية الصحراوي، بشير مصطفى السيد، بزيارة إلى المكسيك. في 8 سبتمبر 1979، خلال المؤتمر السادس لدول حركة عدم الانحياز؛ أعلن وزير الخارجية المكسيكي خورخي كاستانيدا إي ألفاريز دي لا روزا أن المكسيك تعترف بالجمهورية الصحراوية كدولة داخل المجتمع الدولي. في 24 أكتوبر 1979، أقيمت العلاقات الدبلوماسية بين البلدين. في عام 1988، افتتحت الجمهورية العربية الصحراوية الديمقراطية مكتبا دبلوماسيا في مكسيكو سيتي. في عام 1979، عينت المكسيك سفيرها المقيم في الجزائر (أوسكار غونزاليس) سفيراً غير مقيم للجمهورية العربية الصحراوية الديمقراطية.
صوتت المكسيك، بصفتها عضوًا غير دائم في مجلس الأمن التابع للأمم المتحدة، لصالح قرار مجلس الأمن التابع للأمم المتحدة 1463 في يناير 2003 وقرار مجلس الأمن التابع للأمم المتحدة 1495 في يوليو 2003 لتمديد ولاية بعثة الأمم المتحدة للاستفتاء في الصحراء الغربية. كل عام منذ الثمانينيات، تنظم سفارة الجمهورية العربية الصحراوية الديمقراطية في المكسيك رحلات ثقافية للمكسيكيين لزيارة مخيمات اللاجئين الصحراويين في ولاية تندوف بالجزائر.

### الزيارات
في مارس 2010، وصل وفد صحراوي إلى المكسيك والتقى بأعضاء مجلس الشيوخ المكسيكيين، بما في ذلك السناتور ييدكول بوليفنسكي جورويتز (نائب رئيس لجنة العلاقات الخارجية بمجلس الشيوخ المكسيكي مع إفريقيا) لمناقشة الوضع في الجمهورية العربية الصحراوية الديمقراطية.  في نفس الشهر، قام رئيس مجلس الشيوخ المكسيكي، كارلوس نافاريتي رويز، بزيارة إلى الجزائر والتقى برئيس الجمهورية الصحراوية الديمقراطية محمد عبد العزيز وسافر إلى ولاية تندوف لزيارة مخيمات اللاجئين الصحراويين والوصول إلى احتياجاتهم. في سبتمبر 2010، قام رئيس الجمهورية الصحراوية الديمقراطية محمد عبد العزيز بزيارة إلى المكسيك للمشاركة في الاحتفال بمرور مائتي عام على استقلال المكسيك. في ديسمبر 2012، عاد الرئيس عبد العزيز إلى المكسيك لحضور حفل تنصيب الرئيس إنريكي بينيا نييتو.
في مارس 2013، زار وزير الخارجية الصحراوي محمد سالم السالك المكسيك والتقى بنظيره خوسيه أنطونيو ميد في مقر وزارة الخارجية المكسيكية. في عام 2014، قام وفد مكسيكي مكون من نواب بزيارة إلى مخيمات اللاجئين الصحراويين في ولاية تندوف بالجزائر. قام وفد مكسيكي ثان بزيارة إلى مخيمات اللاجئين الصحراويين في ولاية تندوف، الجزائر في يناير 2017.
في ديسمبر 2018، قام الرئيس الصحراوي إبراهيم غالي بزيارة إلى المكسيك لحضور حفل تنصيب الرئيس أندريس مانويل لوبيز أوبرادور.

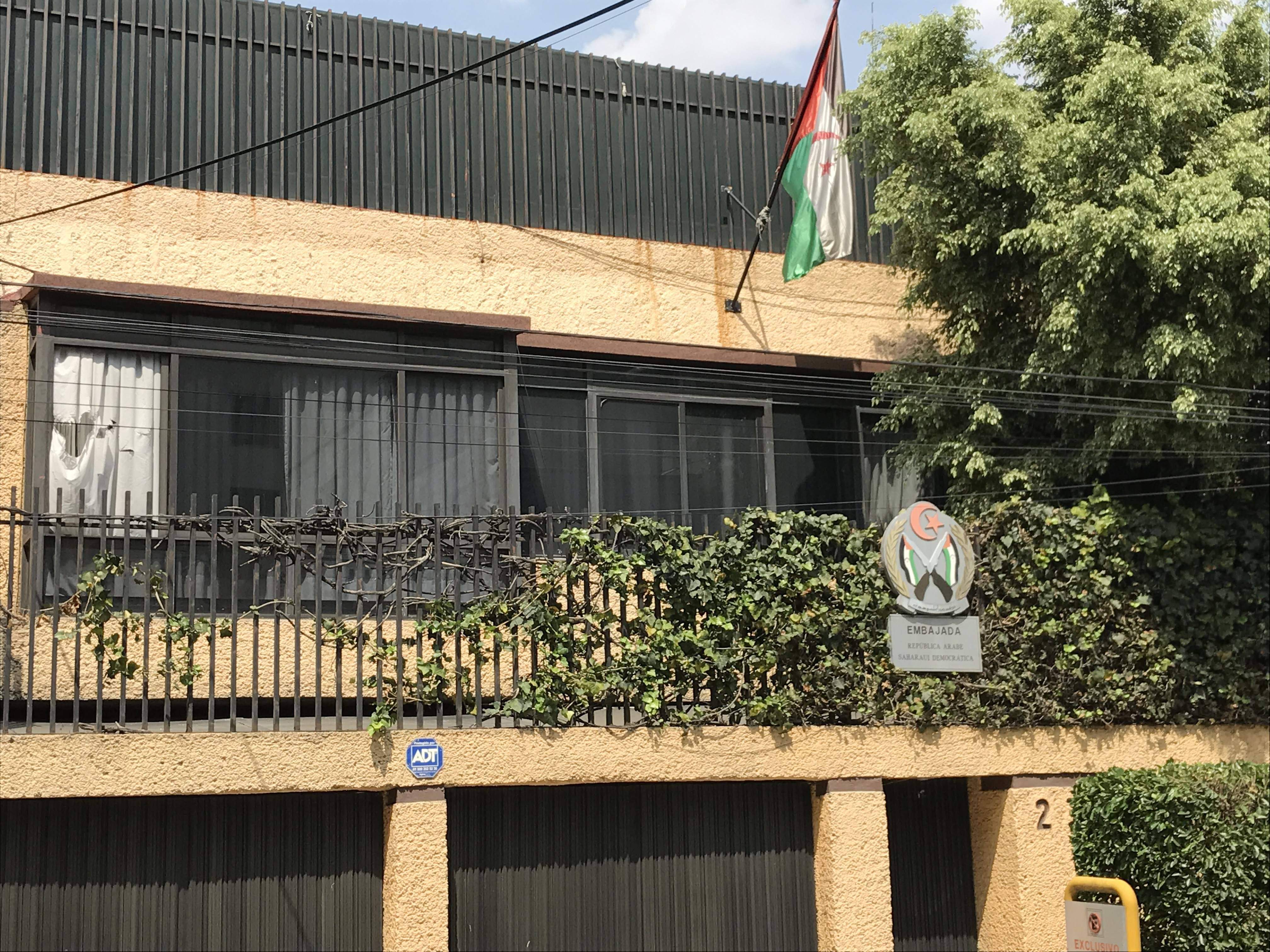
سفارة الجمهورية العربية الصحراوية الديمقراطية في مكسيكو سيتي

## البعثات الدبلوماسية
- المكسيك معتمدة لدى الجمهورية العربية الصحراوية الديمقراطية من بعثتها الدائمة لدى الأمم المتحدة ومقرها مدينة نيويورك، الولايات المتحدة.[15]
- الجمهورية العربية الصحراوية الديمقراطية لديها سفارة في مكسيكو سيتي.[16]